# Pouligny-Saint-Pierre
Pouligny-Saint-Pierre è un comune francese di 1 090 abitanti situato nel dipartimento dell'Indre nella regione del Centro-Valle della Loira.

## Società

### Evoluzione demografica
Abitanti censiti